# Ràdio Igualada
Ràdio Igualada és l'emissora municipal de ràdio d'Igualada, comarca de l'Anoia. La seva primera emissió va ser l'any 1944 i des de 1993 és una emissora pública de l'Ajuntament d'Igualada, amb una programació pròpia les 24 hores del dia de dilluns a diumenge amb espais magazín, informatius, esportius i musicals. Emet en català a través de la freqüència del 103.2 de l'FM i a través de la seva pàgina web.
El seu àmbit d'emissió és tota la Conca d'Òdena i alguns pobles de la comarca de l'Anoia propers a la mateixa Conca. L'audiència és de 5.000 oients diaris, segons dades del Baròmetre de la Comunicació i la Cultura de Catalunya de 2011.

## Història
La ràdio arriba a Igualada el Nadal del 1944 quan Josep M. Prat, tècnic radiofònic, lampista i electricista, crea, al seu mateix domicili, la primera emissora de la ciutat. Era una modesta emissora que emetia a 50 watts i que abastava tota la comarca de l'Anoia. Es posa en marxa emetent música i discos dedicats. Prat cobrava tres pessetes per cada dedicatòria. Al cap d'uns dies, i en ser festes de Nadal, Josep M. Prat obre els micròfons de la seva emissora a la Comissió de Reis d'Igualada perquè el Patge Faruk, emissari del Reis Mags d'Orient, pogués fer arribar els seus consells als més petits.
En aquella època per a posar una emissora en funcionament es necessitava el permís oficial del Ministeri de Telecomunicacions, però era molt difícil d'aconseguir, ja que el país estava sota la dictadura franquista. El llavors alcalde d'Igualada, Francesc Matosas, autoritza que l'emissora de Josep M. Prat funcioni dues hores cada dia, concretament d'una a tres de la tarda. A més, a aquest permís municipal s'hi va afegir el de la Delegación Provincial de Sindicatos, i el de la Falange Española Tradicionalista y de las JONS, perquè no pogués ser acusada de clandestina.
Un fet curiós és que com que els locutors havien de parlar en llengua castellana, molts cops s'equivocaven i deien “perdón”, d'aquí que algú bategés l'emissora com “Radio perdón”. Després que l'emissora tingués un estat més oficial es traslladà al segon pis de l'edifici de l'Ajuntament d'Igualada.
Josep M. Prat, però, encara volia el permís del Ministeri, així que viatjà a Madrid per a reunir-se amb el ministre de Telecomunicacions. Tot i no aconseguir el permís, el ministre li va prometre que tots els papers que li arribessin en contra de l'emissora igualadina anirien directament a la paperera. El Ministeri, en veure que hi ha interès a tot Espanya per a crear ràdios locals, fa una reglamentació legal, fent sorgir les estacions escola sota la direcció del Frente de Juventudes.
És el dissabte dia 22 de gener de 1950 quan a la una en punt del migdia comença a emetre Radio Igualada, Estación escuela número 4 del Frente de Juventudes, situada a l'avinguda Balmes, a l'edifici de l'institut Garcia Fossas, actualment seu de l'Escola Àuria. Les paraules inicials d'aquesta primera emissió oficial van ser "Aquí, Ràdio Igualada", pronunciades per Joan Armengol i Costa.
Josep Lladó n'és el primer director, i quatre anys més tard, el 1954, Enric Basas el substitueix tot assumint la direcció de l'emissora. Ell mateix explica com era la ràdio: “consistia en una elemental taula de mescles, un plat giradisc, un micròfon i uns quants discs de pasta de 78 r.p.m. i tot en una reduïda estança que servia per tot; control i locutori a la vegada”. Les instal·lacions es van anar millorant i renovant, ja que l'evolució tecnològica era constant. L'artífex dels aspectes tècnics de l'emissora fou Francesc Torras, que va aportar coneixements del camp dels radioafeccionats. L'emissora comptà amb la col·laboració del periodista Joan Armengol i Costa que revolucionà tot allò relacionat amb l'entrevista i el reportatge. Al cap de poc temps Joan Armengol rebé una oferta de Ràdio Barcelona i marxà, convertint-se en el primer radiofonista format a l'Estació Escola.
L'any 1960 Ràdio Igualada passa a pertànyer a la Cadena Azul de Radiodifusión (CAR) que inclou totes les emissores del Frente de Juventudes d'Espanya.
Fins a 1964 emetia amb Ona Mitjana (Ràdio AM). Una nova llei d'aquell any originà una davallada important i van desaparèixer moltes emissores que no van poder fer el canvi d'Ona Mitjana a Freqüència Modulada. Ràdio Igualada va poder seguir funcionant d'una manera original amb una emissora que va fer un ràdio afeccionat de Tarragona que era com una capsa de sabates, molt petita. L'emissora funcionava, però poca gent podia escoltar-la, ja que no hi havia aparells per a sintonitzar la Freqüència Modulada. Mig any més tard, i a través d'un concurs, Ràdio Igualada canvià els aparells d'Ona Mitjana dels oients per aparells de FM. S'aconseguiren canviar 1500 ràdios dels oients, recuperant l'audiència.
En aquells temps Ràdio Igualada desenvolupava una gran tasca informativa i de servei a la ciutat, cosa que la feu mereixedora de la Medalla de la Ciutat al mèrit cultural el 1970. El 1975, coincidint amb el vint-i-cinc anys de l'emissora igualadina, la CAR i la REM (Red de Emisoras del Movimiento), les emissores dels sindicats, es fusionen tot formant la cadena radiofònica Radio Cadena. El 1979, després de quasi 30 anys al capdavant de l'emissora, Enric Basas marxà a Ràdio Tarragona i Jesús Enrique de Pedro, fins llavors cap de programes de l'emissora, passà a dirigir Ràdio Igualada.
El 1988 Ràdio Igualada canvià de cadena passant a pertànyer a Radio Nacional de España. Amb la cadena de Madrid hi hagué problemes, ja que el juny de 1991 donà l'ordre que Ràdio Igualada s'hi connecti al llarg de les 24 hores del dia, cosa que suposava deixar d'emetre programes propis i passar a ser un repetidor de Ràdio Nacional. Els treballadors van decidir tancar-se durant una tarda a la seu de Ràdio Igualada, que des del 1977 ja es trobava al carrer d'Òdena número 18. L'emissora es va tancar finalment aquell mes, i fou liquidada, convertint-se en repetidor de RNE, així que per la freqüència del 89.4 FM els igualadins podien escoltar l'emissora de l'Estat.
El 1992 començà una nova etapa, coincidint amb govern socialista a l'Ajuntament i al Govern Central. Des de l'equip de l'alcalde Jordi Aymamí es feren gestions per tal que Radio Nacional cedís, fet que finalment va fer. La ràdio del carrer d'Òdena estava totalment equipada i l'Ajuntament d'Igualada inaugurà l'emissora el 13 de febrer de 1993 lliure de cadenes, com emissora municipal, amb Jordi Puiggròs com a coordinador, i posteriorment amb Mercè Moreno al capdavant i sota la freqüència del 96.6 de l'FM.
L'any 1995 Ràdio Igualada tornà a canviar de freqüència passant al 103.2 FM. Aquest canvi, ordenat pel Ministeri de Telecomunicacions, fou degut a les denúncies que l'emissora municipal rebé d'altres emissores, ja que el dial d'aquestes estava molt proper al 96.6 FM de manera que Ràdio Igualada entorpia la correcta emissió d'altres ràdios.
El 2014, l'Ajuntament d'Igualada va inaugurar les noves instal·lacions de Ràdio Igualada, al carrer Lleida.

## Directors, coordinadors o caps de programes
- Josep Lladó, Enric Basas, Jesús Enrique de Pedro, Jordi Puiggròs, Mercè Moreno, Montse Candàliga, Josep Boix, Josep Casaus, Anna Muñoz, Xavi Dàvila, Quim Díez, Jordi Cuadras,[3] Jordi Còdol i Montse Sanou

## Ubicacions de l'emissora
- 1950 > Av/ Balmes (edifici Garcia Fossas, seu de l'Escola Àuria)
- 1974 > C/ Garcia Fossas (antic edifici de la Policia Nacional)
- 1977 > C/ Òdena[3]
- 2014 > C/ Lleida (IgNova)

## Freqüències en FM
- 1964 > 89.4 FM
- 1993 > 96.6 FM
- 1995 > 103.2 FM[3]

## Responsables de l'emissora
- 1950 > Frente de Juventudes
- 1960 > Cadena Azul de Radiodifusión (CAR)
- 1975 > Radio cadena
- 1988 > Radio Nacional de España (RNE)
- 1993 > Ajuntament d'Igualada[3]

## Ubicacions de l'antena
- 1950 > Av/ Balmes (edifici Garcia Fossas)
- 1963 > Cta/ de Manresa (escola Garcia Fossas)
- 1975 > Muntanya de la Tossa de Montbui
- 1993 > Dipòsit d'aigua municipal, ubicat a Les Comes[3]
- 2019 > Edifici IgNova